# サン・フェルディナンド・ディ・プーリア
サン・フェルディナンド・ディ・プーリア（イタリア語: San Ferdinando di Puglia）は、イタリア共和国プッリャ州バルレッタ＝アンドリア＝トラーニ県にある、人口約1万4000人の基礎自治体（コムーネ）。

## 名称
標準イタリア語以外の言語では以下の名を持つ。
- 地元方言: Sanfërëdënëndë

## 地理

### 位置・広がり
バルレッタ＝アンドリア＝トラーニ県北部のコムーネ。県都の一つアンドリアの西北西約21km、フォッジャの東南東約47km、州都バーリの西北西約70kmに位置する。

#### 隣接コムーネ
隣接するコムーネは以下の通り。FGはフォッジャ県所属。
- トリニターポリ - 北
- バルレッタ - 東
- カノーザ・ディ・プーリア - 南
- チェリニョーラ (FG) - 南西

## 歴史
2004年にバルレッタ＝アンドリア＝トラーニ県が設置（自治体としての発足は2009年）されると、フォッジャ県から移された。